# Балаши (Торопецкий район)
Балаши — деревня в Торопецком районе Тверской области. Входит в состав Пожинского сельского поселения.

## История
В списке населённых мест Псковской губернии за 1885 год значится деревня Назарино (Болаши). Располагалась при реке Веенке в 27 верстах от уездного города.Входила в состав Пожинской волости Торопецкого уезда. Имела 9 дворов и 71 жителя.

## География
Деревня расположена в 24 км (по автодороге 26 км) к северо-западу от районного центра Торопец. Находится на правом берегу реки Веенка, притоке Оки. Ближайшие населённые пункты — деревни Пожня и Гаврилово.

## Климат
Деревня, как и весь район, относится к умеренному поясу северного полушария и находится в области переходного климата от океанического к материковому. Лето с температурным режимом +15…+20 °С (днём +20…+25 °С), зима умеренно-морозная −10…−15 °С; при вторжении арктического воздуха до −30…-40 °С.
Среднегодовая скорость ветра 3,5—4,2 метра в секунду.

## Население
| 2010 |
| ---- |
| 1    |